# Моніка (циклон)
Жорстокий тропічний циклон Моніка (англ. Severe Tropical Cyclone Monica) — найінтенсивніший тропічний циклон (за максимальними постійними вітрами, за поривами рекорд тримає циклон Олівія) в Австралійському регіоні. Це був 17-тий тропічний шторм Австралійського сезону 2006-2006 років, що розвився з депресії біля берегів Папуа Нової Гвінеї 16 квітня. Шторм досяг 1 категорії наступного дня та отримав ім'я Моніка, після чого підсилився і вийшов на сушу біля річки Локхарт 19 квітня і практично розсіявся. Однак 20 квітня тропічний циклон потрапив до закопи Карпентарія і знов почав підсилюватися. Протягом наступних днів циклон сформував око 37 км завширшки. 22 квітня циклон досяг 5 категорії за шкалою Бюро метеорології. Наступного дня шторм досяг маскимальної інтенсивності з максимальними постійними вітрами (за 10 хвилин) 69 м/с та атмосферним тиском в центрі 916 гПа (мбар). 24 квітня Моніка вийшла на сушу за 35 км від міста Манінґріда та швидко втратила силу. Циклон Імоджен
| Погода | Це незавершена стаття з метеорології. Ви можете допомогти проєкту, виправивши або дописавши її. |